# (74198) 1998 RA50
(74198) 1998 RA50 – planetoida z pasa głównego asteroid okrążająca Słońce w ciągu 4,32 lat w średniej odległości 2,65 j.a. Odkryta 14 września 1998 roku.